# Манколист

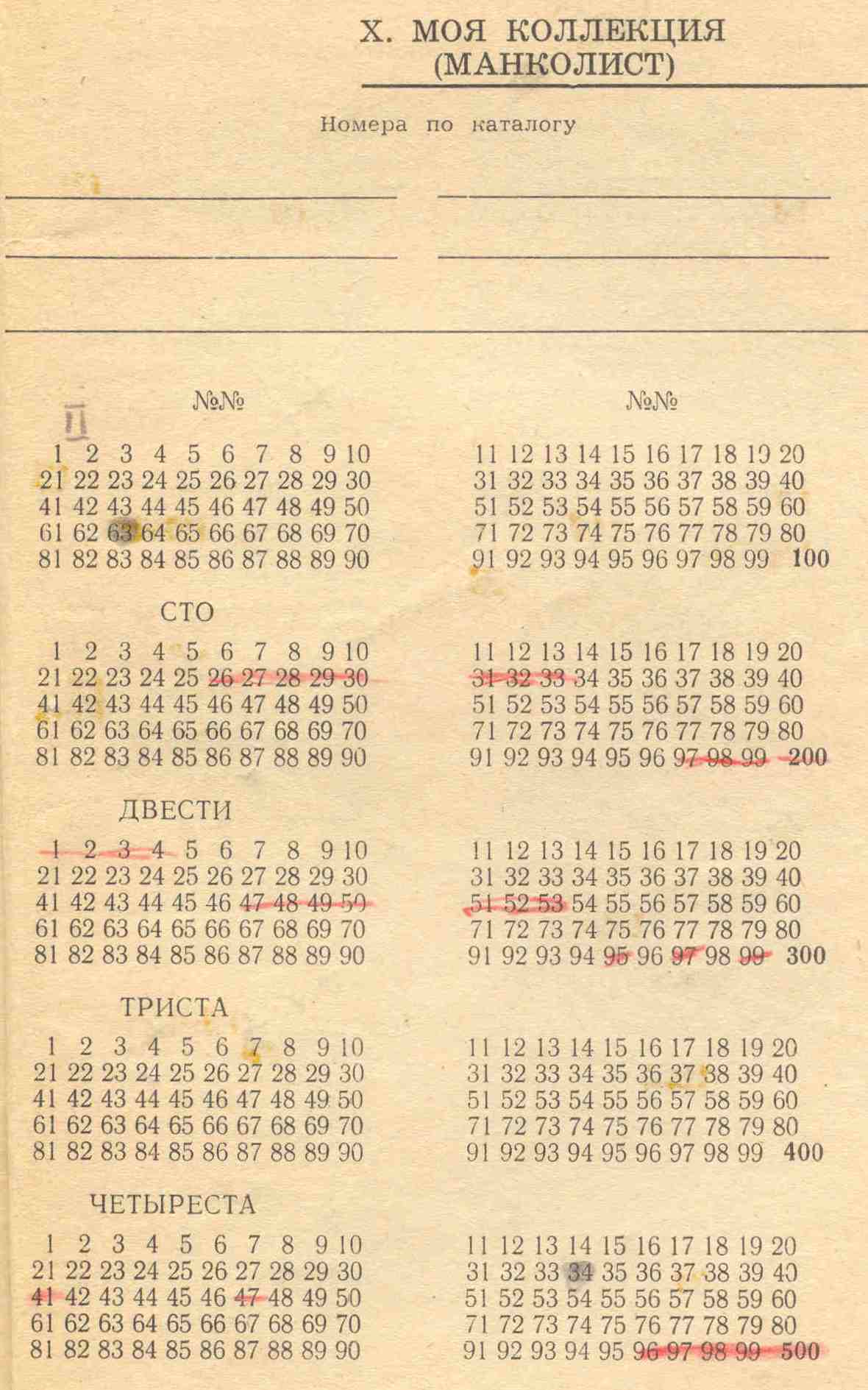

Манколи́ст (лат. mancus — «неполный, недостаточный», фр. manque, итал. manco — «недостаток») — перечень почтовых марок, монет, бон, нагрудных знаков или других объектов коллекционирования, отсутствующих в коллекции, но необходимых коллекционеру со ссылкой на номер марки или другого объекта коллекционирования по каталогу.

## Описание
Манколист помогает коллекционеру при приобретении, обмене коллекционных материалов для своей коллекции. Составив манколист в соответствии с определённым каталогом, коллекционер направляет его своим корреспондентам с просьбой прислать нужные ему марки. Условными знаками в манколисте могут обозначаться сведения о объектах коллекционирования (для марок — чистые, гашеные, с купоном и т. д., для цельных вещей — прошедшие почту или нет). Филателистические дилеры часто просят коллекционеров «прислать свой манколист».
Составление манколиста становится возможным только при наличии общепринятого каталога соответствующих объектов коллекционирования. Наиболее употребительны манколисты у филателистов. Некоторые компании, к примеру, Scott Publishing, опубликовали карманные каталоги марок с менее подробным описанием, но с клеточками для пометок напротив каждой разновидности марки.
Можно составить электронный манколист в интернете, поместив его на филателистическом сайте.

## Вариации манколистов
Манколисты бывают следующих видов:
- Перечень только номеров недостающих марок.
- Напечатанная таблица с указанием всех номеров подряд, где нужные номера либо подчёркнуты либо обозначены какой-либо другой пометкой, либо наоборот вычеркнуты номера имеющихся в коллекции марок.
- Текстовый список необходимых материалов.